# CT83
CT83全称为肿瘤-睾丸抗原83（英語：Cancer/testis antigen 83）是人类基因组中X染色体上 CT83 编码的蛋白质，属于CT抗原之一，可在非小细胞肺癌（NSCLC）等癌症细胞上表达。